# Всемирный конгресс украинцев
Всемирный конгресс украинцев (ВКУ) (укр. Світовий Конґрес Українців, англ. Ukrainian World Congress) — крупнейшая общественная организация украинцев, проживающих как на территории Украины, так и за её пределами.

## История
Организация была создана в 1967 году в Нью-Йорке под названием «Світовий Конґрес Вільних Українців» (англ. The World Congress of Free Ukrainians). Ядро руководства организации составили сторонники А. А. Мельника. Первым президентом и председателем организации в 1967 году стал Василий Михайлович Кушнир на срок 1967—1969
В 1973 году, Василий Кушнир был избран на второй срок, уже на 5 лет (1973—1978), после Антона Мельника
В 1993 году организация сменила название на «Всемирный конгресс украинцев» (англ. Ukranian world congress).
В 2014—2015 годах на выборах Президента и Верховной рады Украины ВКУ организовывал международные миссии наблюдателей.
Летом 2015 года в России Всемирный конгресс украинцев вошёл в «патриотический стоп-лист», который был разработан в Совете федерации в связи с Федеральным законом № 272-ФЗ, от 28 декабря 2012 года.
11 июля 2019 года Генеральная прокуратура РФ признала деятельность Всемирного конгресса украинцев нежелательной на территории Российской Федерации.

## Цели конгресса
1. Представлять интересы украинских диаспор со всего мира.
2. Сохранять национальную украинскую идентичность, духовность, украинский язык, культуру украинцев.
3. Координировать деятельность украинских организаций-членов ВКУ по направлениям деятельности, определёнными конгрессом.
4. Мобилизовать общественное мнение сограждан в странах проживания украинцев для усиления благосклонного отношения к Украине и её государственной, духовной и экономической перестройке.
5. Защищать права украинцев (независимо от места проживания) в соответствии с Всеобщей декларацией прав человека.

## Конгрессы
Конгрессы (Съезды) организации проводились каждые 5 лет, до 2018 года.
| Название                                   | Дата                       | Расположение                                                     | Тема                                                            |
| ------------------------------------------ | -------------------------- | ---------------------------------------------------------------- | --------------------------------------------------------------- |
| I Всемирный конгресс свободных украинцев   | 12—19 ноября 1967          | Нью-Йорк, США                                                    |                                                                 |
| II Всемирный конгресс свободных украинцев  | 1—4 ноября 1973            | Торонто, Канада                                                  |                                                                 |
| III Всемирный конгресс свободных украинцев | 23—26 ноября 1978          | Нью-Йорк, США                                                    |                                                                 |
| IV Всемирный конгресс свободных украинцев  | 30 ноября — 4 декабря 1983 | Торонто, Канада                                                  |                                                                 |
| V Всемирный конгресс свободных украинцев   | 22—27 ноября 1988          | Торонто, Канада                                                  |                                                                 |
| VI Всемирный конгресс свободных украинцев  | 2—7 ноября 1993            | Торонто, Канада                                                  | Смена названия, в связи с провозглашением независимости Украины |
| VII Всемирный конгресс украинцев           | 2—7 декабря 1998           | Торонто, Канада                                                  |                                                                 |
| VIII Всемирный конгресс украинцев          | 18—21 августа 2003         | Киев, Украина                                                    |                                                                 |
| IX Всемирный конгресс украинцев            | 20—22 августа 2008         | Киев, Украина                                                    |                                                                 |
| X Всемирный конгресс украинцев             | 20—22 августа 2013         | Национальный университет «Львовская политехника», Львов, Украина | Евроинтеграция Украины 80 лет голодомору                        |
| XI Всемирный конгресс украинцев            | 25—27 ноября 2018          | Гостиница «Президент», Киев, Украина                             | Выборы нового президента организации                            |

## Структура конгресса
- Конгресс
- Совет Директоров
- Экзекутива
- Исполнительный Комитет
- Контрольная Комиссия

## Члены ВКУ
- Украинские краевые центральные представительства и Европейский конгресс украинцев.
- Мировые надстройки украинских краевых организаций.
- Украинские краевые организации.
- Украинская Католическая Церковь, Украинская Православная Церковь и Украинские Протестантские Церкви.
- Объединение украинцев России[4]

## Руководители
- Павел Грод (Президент, Канада)
- Стефан Романов (Первый вице-президент, Австралия)
- Андрей Футей (Второй вице-президент, США)
- Анатолий Мурга (Вице-президент по финансам, США)
- Зенон Потечный (Вице-президент по операциям, Канада)
- Д-р Юрий Гуцуляк (Вице-президент по развитию и привлечению средств, Канада)
- Ярослава Хортяне (Венгрия, Европейский конгресс украинцев)

## Список президентов ВКУ
| №  | Портрет | Имя                              | Срок полномочий    |
| -- | ------- | -------------------------------- | ------------------ |
| 1  |         | «Отец» Василий Михайлович Кушнир | 1967—1969 (2 года) |
| 2  |         | Иосиф Лысогор                    | 1969—1971 (2 года) |
| 3  |         | Антон Мельник                    | 1971—1973 (2 года) |
| 4  |         | Василий Михайлович Кушнир        | 1973—1978 (5 лет)  |
| 5  |         | Николай Павльюк                  | 1978—1981 (3 года) |
| 6  |         | Иван Базарко                     | 1981—1983 (2 года) |
| 7  |         | Пётр Саварин                     | 1983—1988 (5 лет)  |
| 8  |         | Юрий Шимко                       | 1988—1993 (5 лет)  |
| 9  |         | Дмитрий Цепивник                 | 1993—1998 (5 лет)  |
| 10 |         | Аскольд Лозинский                | 1998—2008 (10 лет) |
| 11 |         | Евгений Чолей                    | 2008—2018 (10 лет) |
| 12 |         | Павел Грод                       | 2018-н. в.         |